# 64-я пехотная дивизия (вермахт)
64-я пехотная дивизия (нем. 64. Infanterie-Division) — тактическое соединение сухопутных войск вооружённых сил нацистской Германии периода Второй мировой войны.

## История
64-я пехотная дивизия была сформирована 26 июня 1944 года в 6-м военном округе в районе Кёльна во время 27-й волны мобилизации Вермахта. Она участвовала в боевых действиях в битве при Абвиле и была окружена, когда 15-я армия покинула Шельду. В результате того, что командир дивизии, Курт Эбердинг, остался и сражался со 2-м канадским корпусом, образовался котёл под Брескенсом. Благодаря этому основная часть армии смогла организовать Арденнское наступление.

## Местонахождение
- с июля по ноябрь 1944 (Франция и Нидерланды)

## Подчинение
- 89-й армейский корпус 15-й армии группы армий «D» (август — октябрь 1944)
- 67-й армейский корпус 15-й армии группы армий «D» (октябрь — ноябрь 1944)

## Командиры
- генерал-майор Кнут Эбердинг (26 июня — 20 ноября 1944)

## Состав
- 1037-й гренадерский полк (Grenadier-Regiment 1037)
- 1038-й гренадерский полк (Grenadier-Regiment 1038)
- 1039-й гренадерский полк (Grenadier-Regiment 1039)
- 164-й артиллерийский полк (Artillerie-Regiment 164)
- 164-й сапёрный батальон (Pionier-Bataillon 164)
- 164-й противотанковый дивизион (Panzerjäger-Abteilung 164)
- 64-й фузилёрный батальон (Füsilier-Bataillon 64)
- 164-й батальон связи (Nachrichten-Abteilung 164)
- 164-й отряд материального обеспечения (Nachschubtruppen 164)
- 164-й полевой запасной батальон (Feldersatz-Bataillon 164)